# Aşağıkamış, Hilvan
Aşağıkamış là một xã thuộc huyện Hilvan, tỉnh Şanlıurfa, Thổ Nhĩ Kỳ. Dân số thời điểm năm 2011 là 499 người.